# St. Lambertus (Lambertsberg)

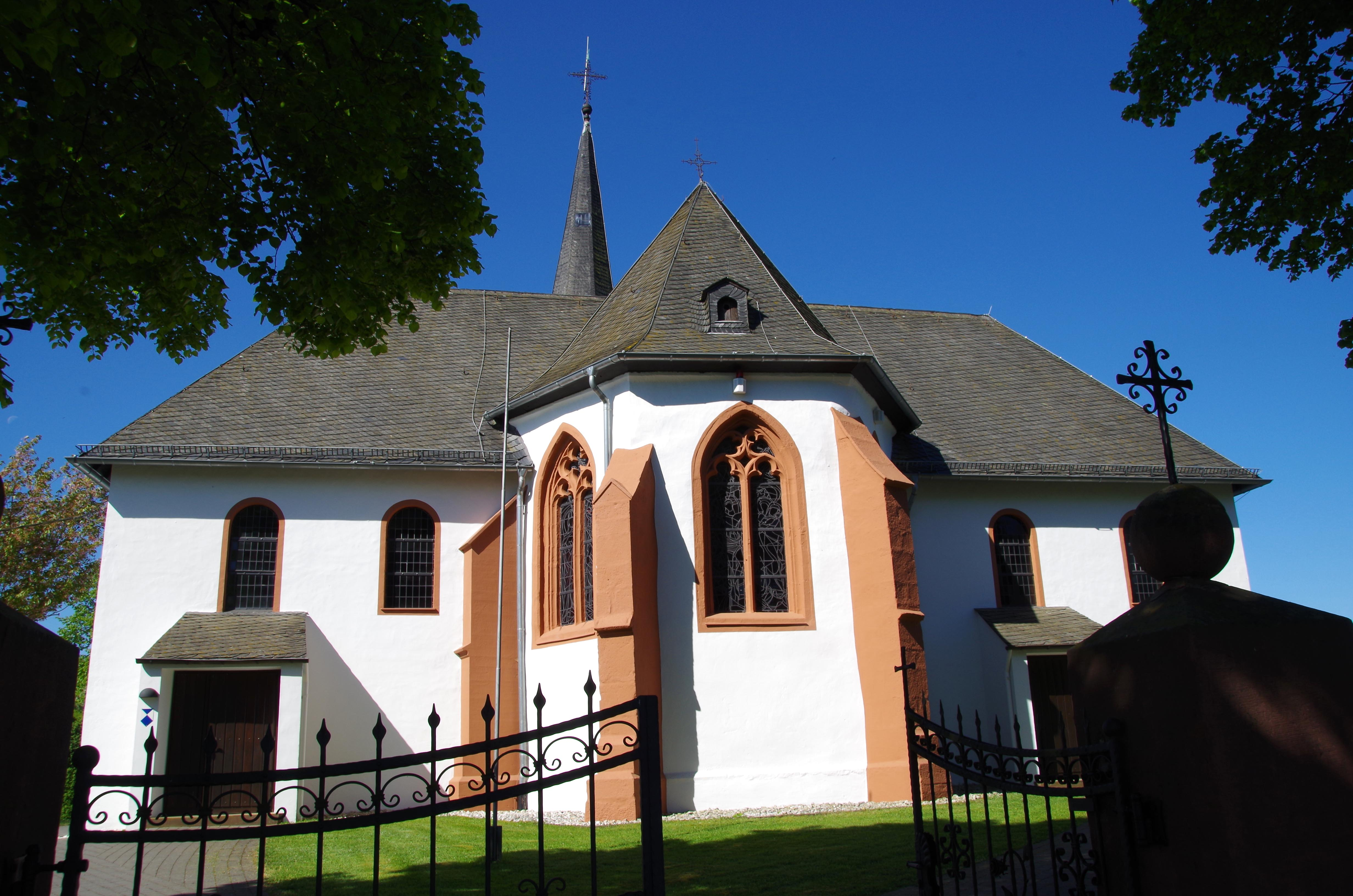
St. Lambertus (Lambertsberg)

Die Kirche St. Lambertus ist die römisch-katholische Pfarrkirche von Lambertsberg im Eifelkreis Bitburg-Prüm in Rheinland-Pfalz. Die Pfarrei gehört in der Pfarreiengemeinschaft Schönecken-Waxweiler zum Dekanat St. Willibrord Westeifel im Bistum Trier.

## Geschichte
Als im 15. Jahrhundert der damalige Ort Obergreimelscheid in den Besitz von Reliquien des heiligen Lambert von Lüttich kam, entwickelte sich zum Ort eine Wallfahrt, für die um 1500 die Wallfahrtskirche St. Lambertus gebaut wurde. Im 16. Jahrhundert wechselte der Ortsname zu Lambertsberg. Im 18. Jahrhundert erreichte die Wallfahrt ihren Höhepunkt. Erst 1947 wurde Lambertsberg, bis dahin Filialkirche von Waxweiler, eigenständige Pfarrei.
Von der ursprünglichen zweischiffigen spätgotischen Hallenkirche mit Kreuzgewölbe sind Hauptschiff (11 × 10 Meter) mit zwei mächtigen achteckigen Mittelpfeilern, Turm und Altarraum (8 × 6 Meter) erhalten. Nachdem die Kirche 1952 wegen Baufälligkeit geschlossen werden musste, kam es von 1954 bis 1955 zu einem Um- und Erweiterungsbau mit zwei neuen Seitenschiffen. Von 1986 bis 1988 wurde das Kircheninnere nochmals renoviert und umgebaut. Die Kirche zählt heute zu den schönsten Kirchenbauten der Region.

## Ausstattung

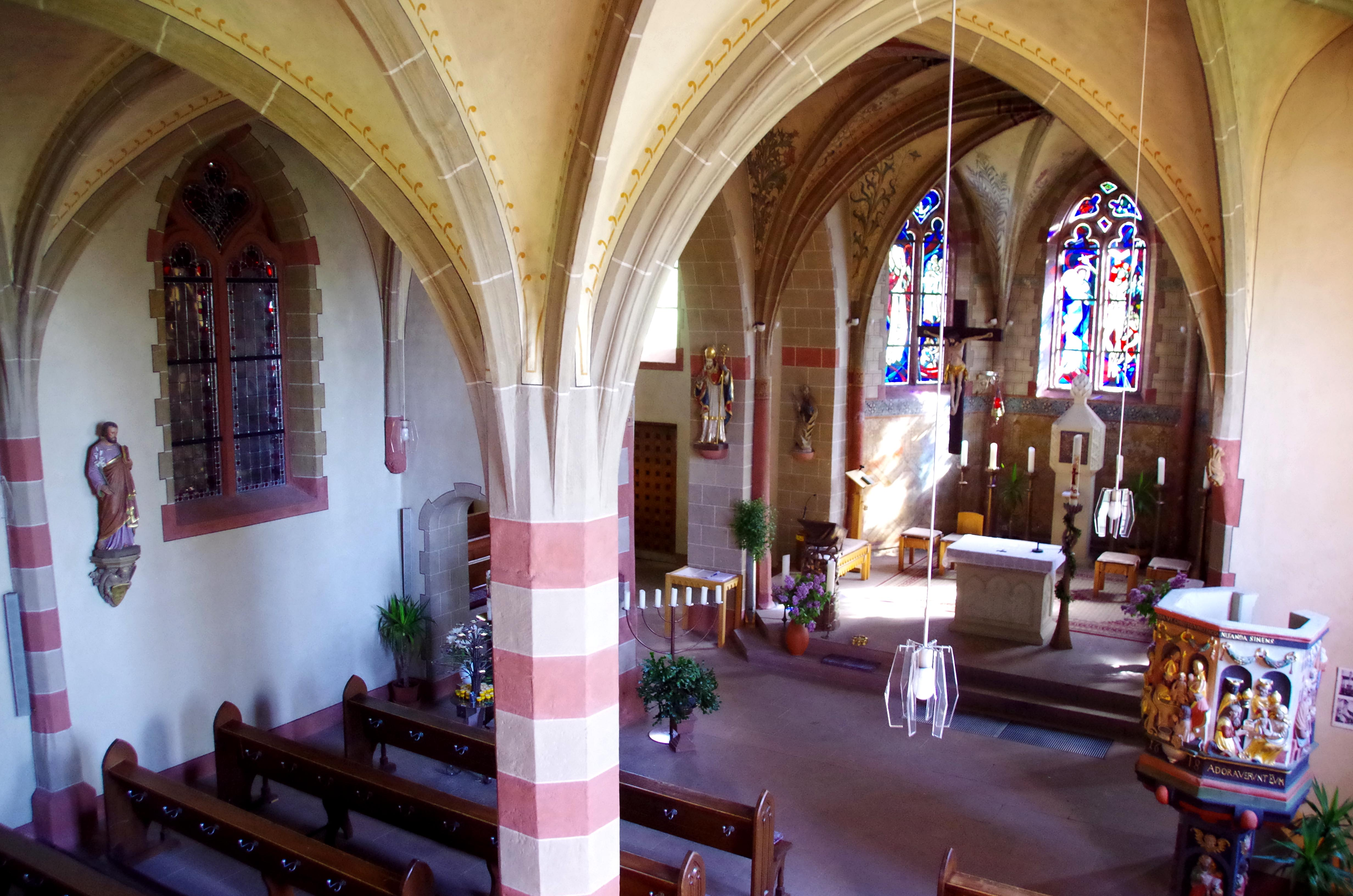
St. Lambertus (Lambertsberg)

Wand- und Deckenmalereien des Altarraums stammen aus dem 19. Jahrhundert. Prunkstück der Kirche ist die Steinkanzel von 1618 aus der Werkstatt des Trierer Steinmetz Hans Ruprecht Hoffmann, die reichen figürlichen Schmuck aufweist. 1999 wurde hinter der Kirche eine Mariengrotte eingeweiht.

## Gemeindeleiter seit 1921
- 1921–1922: Matthias Josef Endres (Expositus)
- 1922–1925: Nikolaus Scheid (ab 1923 Vikar)
- 1925–1928: Johann Rupp
- 1928–1929: Felix Biehl
- 1929–1937: Peter Mahlberg (1888–1937)
- 1938–1949: Franz Schettle (ab 1947 Pfarrer)
- 1949–1950: Peter Scholtes
- 1950–1965: Peter Wehren MSF (1891–1965)
- 1965–1967: verwaltet von St. Martin (Ringhuscheid)
- 1967–1976: Karl Gralka SM
- 1976–?: verwaltet von St. Johannes der Täufer (Waxweiler)